# L'Alcúdia
L'Alcúdia (em valenciano e oficialmente) ou La Alcudia (em castelhano) é um município da Espanha, na província de Valência, Comunidade Valenciana. Tem 23,7 km² de área e em 2021 tinha 12 193 habitantes (densidade: 514,5 hab./km²). Pertence à comarca da Ribera Alta e limita com os municípios de Guadassuar, Carlet, Benimodo, Tous e Massalavés.